# Deux Lurons sur la barricade
Pour plus de détails, voir Fiche technique et Distribution.
Deux Lurons sur la barricade (I figli del leopardo) est un film italien réalisé par Sergio Corbucci, sorti en 1965.

## Fiche technique
Sauf indication contraire, les informations mentionnées dans cette section peuvent être confirmées par la base de données cinématographiques IMDb,  présente dans la section « Liens externes ».
- Titre français : Deux Lurons sur la barricade[1]
- Titre original : I figli del leopardo
- Réalisation : Sergio Corbucci, assisté de Romolo Guerrieri
- Scénario : Bruno Corbucci et Giovanni Grimaldi
- Photographie : Enzo Barboni
- Musique : Piero Umiliani
- Production : Rolando Pieri
- Pays d'origine :  Italie
- Langue de tournage : italien
- Format : Couleurs - Mono
- Date de sortie : 
  - Italie : 21 avril 1965
  - France : 24 juin 1966[1]

## Distribution
- Franco Franchi : Franco / Maria Rosa
- Ciccio Ingrassia : Ciccio / Baron Fifi
- Evi Marandi : Margherita
- Raimondo Vianello : Général Baldigari
- Alberto Bonucci : Babalone
- Anthony Steffen : Lieutenant Garibaldino
- Mario Castellani
- Elisa Mainardi